# Monte Ontake
El monte Ontake (御嶽山 Ontake-san?) es un volcán situado en la isla de Honshu, en la frontera entre las prefecturas de Nagano y Gifu, Japón, a unos 100 km al noreste de Nagoya y unos 200 kilómetros al oeste de Tokio.
Es el segundo volcán más alto de Japón, con una altura máxima de 3067 metros sobre el nivel del mar, solo superada por los 3776 metros del Fuji.
Ha entrado en erupción más recientemente el 27 de septiembre de 2014.

## Erupciones

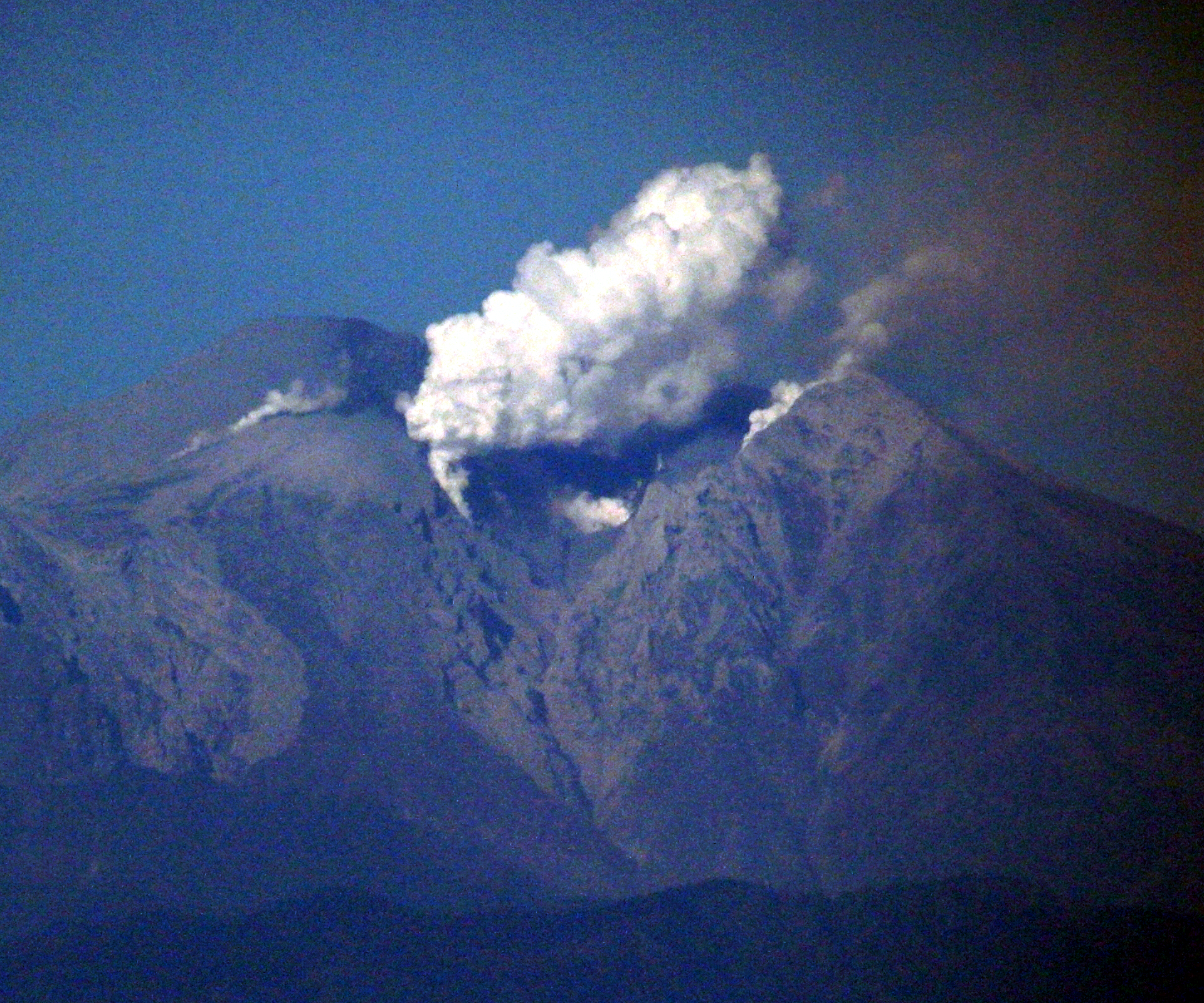
Monte Ontake visto desde el monte Noko en la prefectura de Gifu, Japón.

Se le consideró inactivo hasta octubre de 1979, cuando comenzaron una serie de erupciones y expulsó 200 000 toneladas de cenizas en total. También hubo erupciones menores en 1991 y 2007.
El sábado 27 de septiembre de 2014 alrededor de 11:53 hora estándar de Japón (UTC+9), el volcán hizo erupción de nuevo.